# Étienne-René Potier de Gesvres
Étienne-René Potier de Gesvres (Parigi, 2 gennaio 1697 – Parigi, 24 luglio 1774) è stato un cardinale e vescovo cattolico francese.

## Biografia
Figlio di François Bernard Potier, duca di Gesvres e di Marie Madeleine Louise de Seiglière, nonché nipote del cardinale Léon Potier de Gesvres, nacque a Parigi il 2 gennaio 1697.
Papa Benedetto XIV lo elevò al rango di cardinale nel concistoro del 5 aprile 1756.
Morì il 24 luglio 1774 all'età di 77 anni.

## Genealogia episcopale e successione apostolica
La genealogia episcopale è:
- Cardinale Scipione Rebiba
- Cardinale Giulio Antonio Santori
- Cardinale Girolamo Bernerio, O.P.
- Arcivescovo Galeazzo Sanvitale
- Cardinale Ludovico Ludovisi
- Cardinale Luigi Caetani
- Vescovo Giovanni Battista Scanaroli
- Cardinale Antonio Barberini
- Arcivescovo Charles-Maurice Le Tellier
- Arcivescovo Jean-Baptiste-Michel Colbert de Saint-Pouange
- Vescovo Olivier Jégou de Kervilio
- Arcivescovo Louis de La Vergne-Montenard de Tressan
- Cardinale Étienne-René Potier de Gesvres

La successione apostolica è:
- Cardinale Jean-Baptiste de Belloy-Morangle (1752)
- Vescovo Jacques de Grasse (1755)
- Vescovo François-Joseph de La Rochefoucauld (1772)